# Abbaye Notre-Dame de Nyoiseau
 (3 novembre 2018).
L'abbaye de Nyoiseau, dénommée également abbaye royale Notre-Dame de Nyoiseau, est une ancienne abbaye bénédictine de femmes située à Nyoiseau dans le département français de Maine-et-Loire et la région des Pays de la Loire. 

## Histoire
L'abbaye est fondée en 1109 par l'ermite Salomon, disciple de Robert d'Arbrissel, le fondateur de l'abbaye de Fontevraud. Grâce aux dons fonciers faits par Gautier de Nyoiseau, l'abbaye est édifiée sur les bords de l'Oudon.
Selon la volonté de Salomon, la direction du monastère est confiée à une femme venue de Fontevraud, Eremburge. Jusqu'en 1792, 38 abbesses, souvent d'origine noble, se succèdent à la tête de l'abbaye royale de Nyoiseau, la dernière mère supérieure fut madame de Scépeaux.
Les protecteurs de cette abbaye furent des seigneurs et barons angevins, tels que Foulques V d'Anjou et le roi de Sicile Charles Ier d'Anjou. 
De 1546 à 1616, la Famille du Bellay impose successivement trois abbesses : Madeleine, Anne et Guyonne. II faut l'intervention du roi Louis XIII pour empêcher l'intronisation de Louise du Bellay de la Pallu et tenter de rétablir l'ordre bénédictin compromis : le roi fait venir à Nioyseau une maîtresse femme, Françoise Roy, bénédictine à l'abbaye Notre-Dame de Nevers. La nouvelle mère supérieure réussit le retour à la stricte observance de la règle de saint Benoît. Quand elle meurt, en 1643, l'abbaye Notre-Dame de Nioyseau accueille une cinquantaine de sœurs.
En 1792, lors de la Révolution française, les biens de l'Église sont confisqués. Les bénédictines sont expulsées et une partie de leurs biens mise en vente. Le projet de reconvertir l'édifice en caserne ou prison déclenche la colère des chouans angevins qui incendient l'église abbatiale. Faute de réparation immédiate, les parties endommagées sont pillées et le clocher de l'église finit par tomber en 1827.
Depuis les années 2000, une association locale travaille à la sauvegarde du patrimoine de l'abbaye et organise des spectacles à l'intérieur du cloître de l'abbaye (le clos des Abbesses) ; en 2009, "La Belle Cordière" d'après l'œuvre de Louise Labbé, en 2010 : "Aliénor et les Plantagenet".
Mise en vente en juin 2019 par la commune de Segré pour 200 000 €, abaissée à 140 000 € en novembre 2020,, l'abbaye a finalement été acquise en septembre 2022 pour 120 000 € par les designers Maurizio Galante et Tal Lancman, qui comptent en faire un « temple du design ».
Le 4 septembre 2023, l'abbaye est retenue pour le Maine-et-Loire au sein du Loto du Patrimoine.

## Descriptif
Les vestiges du cloître et de la salle capitulaire datent du XIIe siècle. Les communs abritent le logis de l'économe avec une très belle charpente en carène et de monumentales cheminées. Dans son prolongement, les réserves et les cuisines ainsi que le logement et le parloir de l'abbesse ont été construits au XVIIe siècle. Le logis des aumôniers, construit en 1647, est doté de trois lucarnes en tuffeau à frontons triangulaires et bossage. Une grange ou grenier neuf, datant de 1673, contrefortée sur les faces latérales, comprend au sud un escalier droit avec un ballet couvert par une croupe brisée à égouts retroussés.

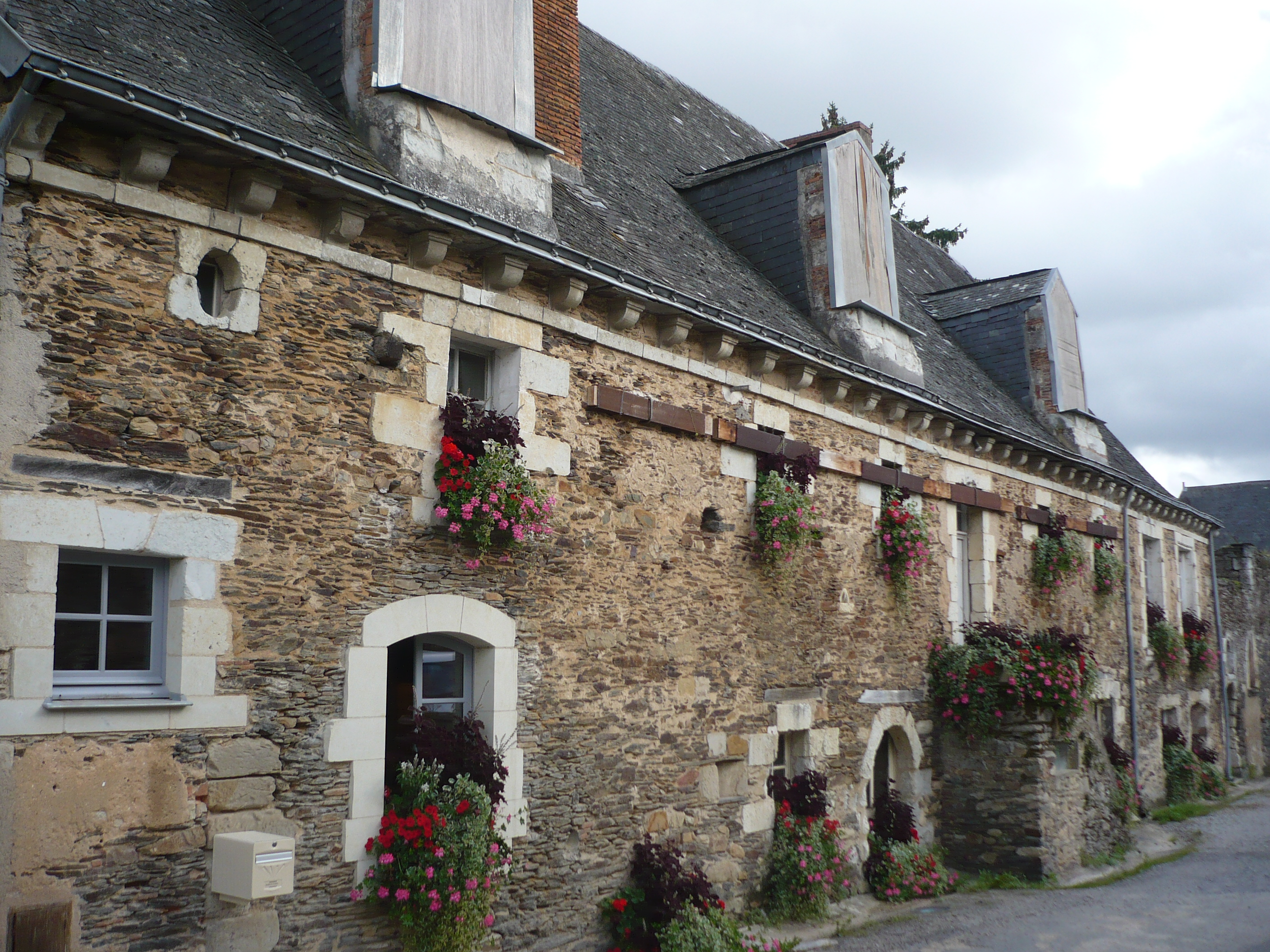
Grande salle et logement de l'économe.
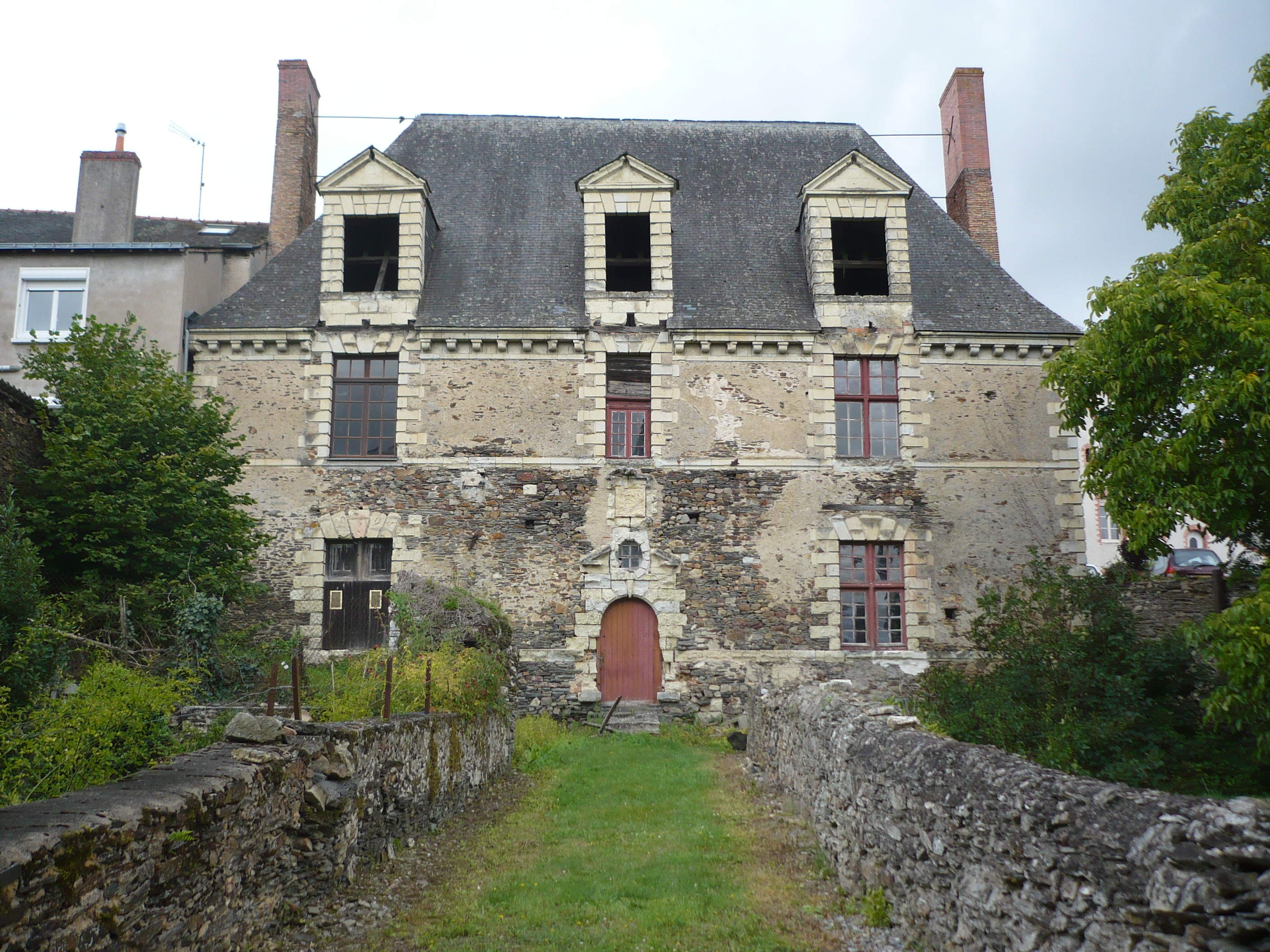
Logis des aumôniers.
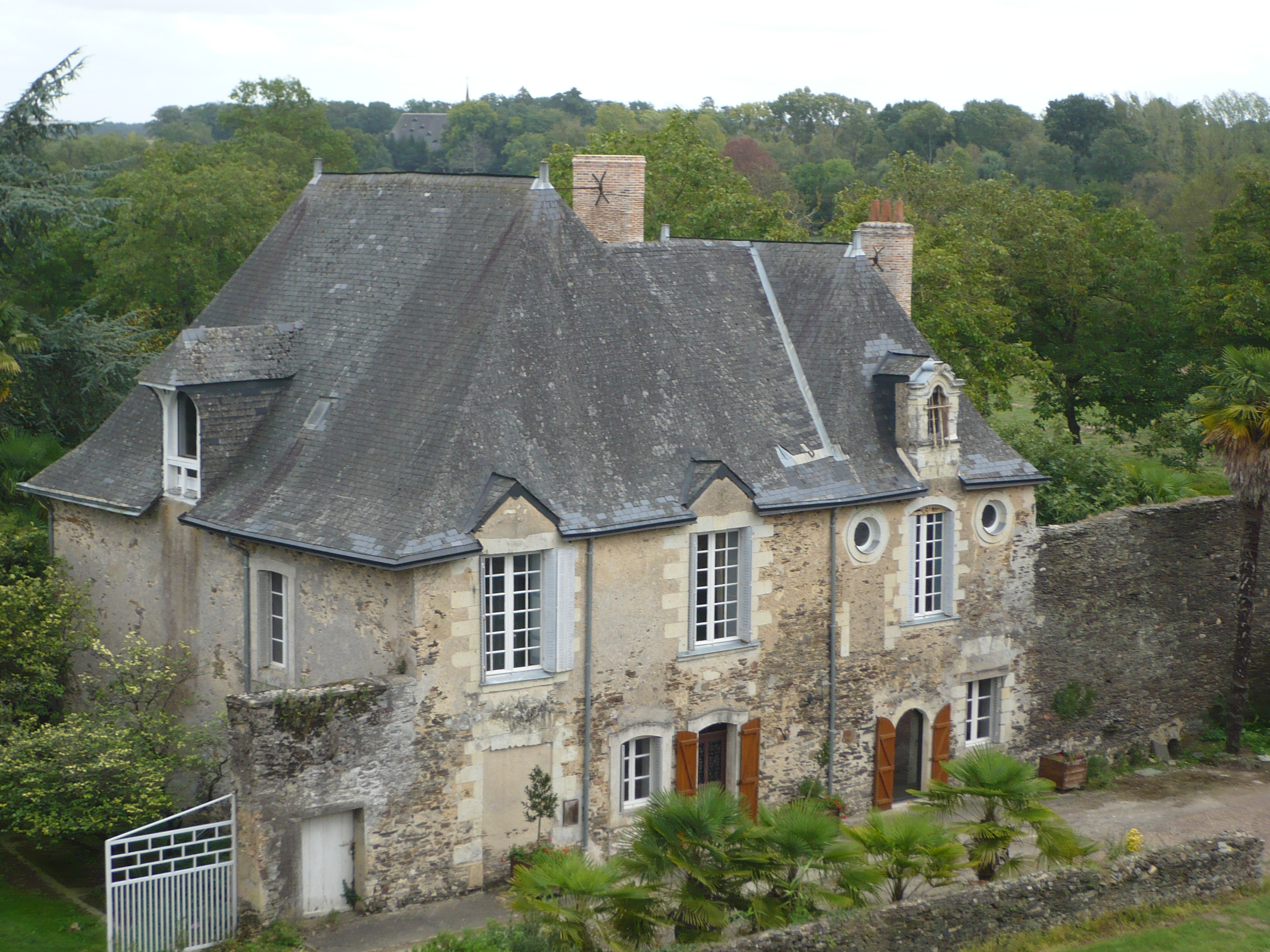
Logis et parloir de l'abbesse.

## Abbesses
- 1er - 1109  -  Eremburge

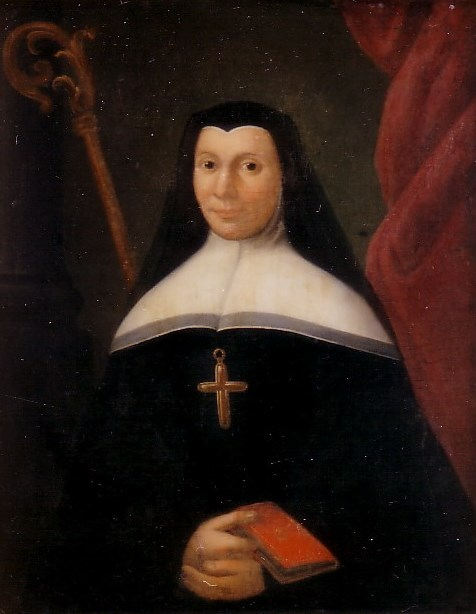
Madeleine-Joséphine de Scépeaux de Moulinvieux, dernière abbesse de Nyoiseau.

- 2e - 1109  -  1139  - Eremburge-Robée
- 3e -  1139  -  1158  - Adélaïde de la JAILLE dite "de Craon"[7]
- 4e -  1158  -  ?  - Aales
- 5e -  ?  - 1184  - Orinde
- 6e - 1184  -  ?  - Ada
- 7e -  ?  -  1202  - Julienne
- 8e -  1202  -  ?  - Agnès
- 9e -  ?  -  1230  -  Françoise
- 10e -  1230  -  1252  -  Jeanne de Saint-Amadour
- 11e -  1252  -  12?  -  Eremburge
- 12e - 12?  -  1280  -  Paschaire
- 13e -  1280  -  ?  -  Mazeline
- 14e -   ?  -  ?  -  Elisabeth
- 15e -  ?  -  ?  -  Thiephaine
- 16e -  ?  -    -
- 17e -  1311  -  1375  - Pétronille de Cangeu
- 18e -  1375  -  1405  -  Eustasie
- 19e -  1405  -  ?  -  Jeanne Sarrazin
- 20e -  ?  -  1420  -  Alix de La Faucille
- 21e -  1420  -  1422  -  Éléonore de Villeprouvée
- 22e -  1422  -  1450  -  Jeanne de Courcières ou Courcereux
- 23e -  1450  -  1472 -  Éléonore de Courcières ou Courcereux
- 24e -  1472  -  1482  -  Catherine Baraton
- 25e -  1482  -  1502  -  Marguerite Chaperon
- 26e -  1502  -  1523  -  Françoise de L'Épine
- 27e -  1523  -  1541  -  Françoise de La Rochefaton
- 28e -  1541  -  1546  -  Jeanne du Plessis-Bourgonnière
- 29e -  1546  -  1581  -  Madeleine du Bellay
- 30e -  1581  -  1607  -  Anne du Bellay de la Lande
- 31e -  1607  -  1616  -  Guyonne du Bellay de la Courbe
- 32e -  1616  -  1643  -  Françoise (Le)Roy
- 33e -  1643  -  1645  -  Louise du Bellay de la Pallu
- 34e -  1645  -  1684  -  Catherine-Françoise de Bretagne d'Avaugour
- 35e -  1684  - 1700  -  Anne-Catherine de Beauvilliers de Saint-Aignan
- 36e -  1700  -  1719  - Madeleine de Rasilly
- 37e -  1719  -  1760  -  Anne-Louise-Gilberte du Cambout de Coislin
- 38e -  1760  -  1792  -  Madeleine-Joséphine-Catherine-Éléonore de Scépeaux de Moulinvieux (morte en 1793)[8]

## Protection
Les bâtis subsistants de l'abbaye font l’objet d’une inscription au titre des monuments historiques depuis le 28 décembre 1994.
Cela concerne les murs du cloître et de la salle capitulaire datant de la période médiévale, la grande salle en aile de cloître, le logement de l'économe et les greniers du XVIIe siècle, le logis et le parloir de l'abbesse, le logis des aumôniers date de 1647, l'escalier et le logis du XVIe siècle, le grenier neuf de 1673, les murs de l'enclos, ainsi que les sols présentant un intérêt archéologique, correspondant au cloître, à l'ancienne église paroissiale et abbatiale, à une partie de l'ancienne nécropole et aux bâtiments ruinés entourant le cloître.